# Heinrich von Lehndorff

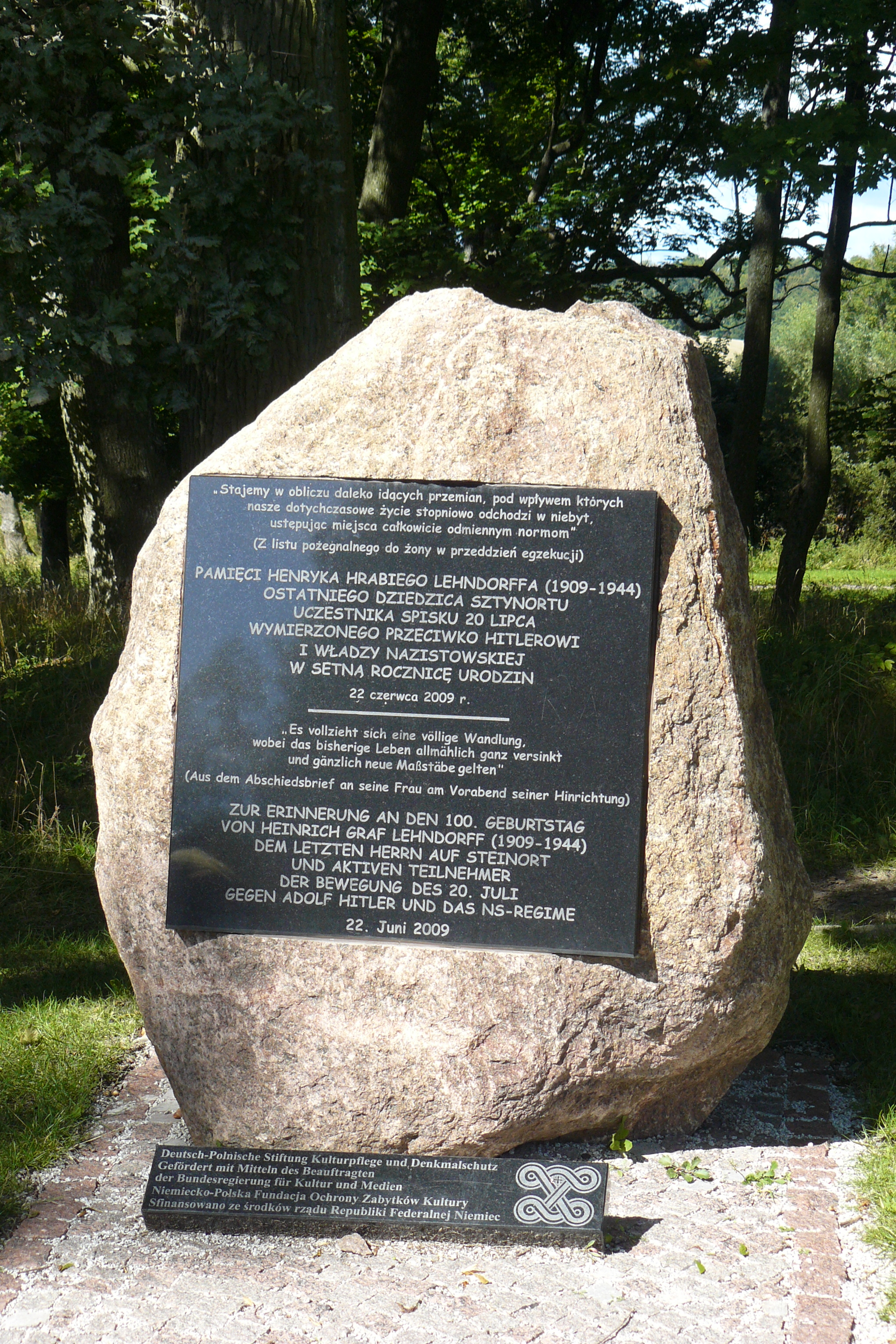
Tablica upamiętniająca Heinricha von Lehndorff w Sztynorcie

Heinrich Ahasverus von Lehndorff-Steinort (ur. 22 czerwca 1909, zm. 4 września 1944) – niemiecki arystokrata i oficer, zaangażowany w zamach w Wilczym Szańcu, kuzyn Hansa, ojciec Very von Lehndorff.
Lehndorff urodził się w Hanowerze. Studiował ekonomię i zarządzanie we Frankfurcie nad Menem, a 1936 roku odziedziczył po stryju posiadłość Steinort (ob. Sztynort) w Prusach Wschodnich.
Po wybuchu II wojny światowej trafił jako oficer do armii, będąc świadkiem masowych zbrodni niemieckich w ZSRR dołączył do antyhitlerowskiej opozycji. Zachowała się informacja o jego udziale, wspólnie z generałem Henningiem von Tresckow, w proteście przeciwko masakrze Żydów i pozostałej ludności Borysowa nad Berezyną, dokonanej w 1941 r. przez łotewskie oddziały SS.
Był zaangażowany w spisek związany z zamachem w Wilczym Szańcu, oddalonym o kilkanaście kilometrów od rodzinnej posiadłości. Po nieudanym zamachu (w tym czasie przebywał na przepustce z wojska w celu zarządzania majątkiem) rozesłano list gończy, w którym zawarto zwięzły opis von Lehndorffa: 1,90 wzrostu, szczupły, barczysty, niskie czoło, duża głowa, włosy blond, zaczesane z przedziałkiem na lewą stronę, oczy niebieskie. Poszukiwania trwały na całym terytorium Rzeszy, ostatecznie został aresztowany dnia 14 sierpnia 1944.  Wcześniej udało mu się zbiec dwukrotnie (w Sztynorcie, dnia 21 lipca 1944  i w Berlinie, 8 sierpnia 1944) - uciekał w drodze do więzienia. 3 września został skazany przez Trybunał Ludowy (niem. Volksgerichtshof) na śmierć, wyrok wykonano dzień później w więzieniu Plötzensee.
Po jego aresztowaniu żona, Gottliebe, została w ramach Sippenhaftu zesłana do obozu pracy, zaś córki, do końca wojny przebywały w tzw. prawomyślnych rodzinach zastępczych. Starsze dzieci trafiły do domu dziecka w Borntal koło Bad Sachsa, skąd po wojnie wydostały się dzięki pomocy hr. Marion Dönhoff, której babka i szwagierka pochodziły z rodu Lehndorffów. Jedna z córek porucznika, Vera von Lehndorff, w latach 60. XX w. była znaną modelką, używającą pseudonimu Veruschka. Była prekursorką mody na mocną opaleniznę i pomysłodawczynią brązującego żelu do ciała. Wystąpiła w filmie Powiększenie Antonioniego.